# Łukasz Lonka
Łukasz Lonka (ur. 22 stycznia 1990 we Wrześni, zm. 10 lipca 2019 w Lublinie) – polski motocrossowiec, wielokrotny mistrz Polski.

## Osiągnięcia
- 2 miejsce w mistrzostwach Polski w motocrossie w klasie MX2 Junior (2006)[1],
- 1 miejsce w mistrzostwach Polski w motocrossie w klasie MX2 Junior (2007)[1],
- 3 miejsce w mistrzostwach Europy w motocrossie w klasie EMX2 Junior (2008)[1],
- 1 miejsce w mistrzostwach Polski w motocrossie w klasie Senior (2009)[1],
- 1 miejsce w mistrzostwach Polski w motocrossie w klasie Senior (2010)[1],
- 3 miejsce w mistrzostwach Europy w motocrossie w klasie EMX Open (2010)[1],
- 1 miejsce w mistrzostwach Polski w motocrossie w klasie Open (2011)[1],
- 1 miejsce w mistrzostwach Polski w motocrossie w klasie MX1 (2011)[1].

## Śmierć
Łukasz Lonka uczestniczył w tragicznym w skutkach wypadku 7 lipca 2019, w Nowodworze koło Lubartowa, podczas zawodów East Motocross Cup 2019. Zawody zostały po tragicznym wypadku przerwane. Był reanimowany przez ratowników, po czym został przetransportowany śmigłowcem do szpitala w Lublinie. Stwierdzono u niego m.in. uraz podstawy czaszki. Zmarł 10 lipca 2019. Tragiczny w skutkach wypadek motocrossowca był szeroko komentowany w polskich mediach.
Pochowany na cmentarzu komunalnym we Wrześni.